# Aegidius Loidt
Aegidius (Gilles) Loidt var en engelsk guldsmed verksam i Köpenhamn under 1500-talet.
Loidt är nämnd som guldsmedsmästare i Köpenhamn 1569 och är påvisbar ännu 1588. Hans mest kända arbete är en faddergåva till Christian IV:s dop från riksrådet Hans Skovgaard. Detta kärl är det största och praktfullaste dryckeskärl från renässansen som bevarats i Danmark. En av dess reliefrader är prydd med jaktscener. Bland hans övriga bevarade arbeten märks en altarkalk för Kävlinge kyrka och han utförde troligen den kopparrelief med knäböjande porträttfigurer och ett krucifix som ursprungligen var uppsatt i Helsingborgs Mariakyrka som minne över Hans Skovgaard. Minnesreliefen förvaras numera vid Statens historiska museum. 